# Theodor von Hornbostel
Theodor Friedrich Hornbostel, 1860-tól von Hornbostel (Bécs, 1815. október 29. – Bécs, 1888. június 2.) osztrák nagyiparos és politikus. 

## Pályafutása
A műegyetemen tanult és azután atyja vezetése alatt a selyemgyártásban képezte ki magát. Mint az alsó-ausztriai iparegyesület titkára és a polgári bizottság tagja, élénken részt vett az 1848-as felkelésben; polgártársai a frankfurti parlamentbe is beválasztották, de e mandátumról csakhamar lemondott és a kereskedelmi tárcát vállalta el a Doblhof-minisztériumban. Az októberi felkelés után a kabinettel együtt ő is leköszönt és azután a politikai életben nem vett többé részt. 1857-től 1883-ig a Kreditbanknak volt egyik igazgatója és befolyásos tagja és több vasúti társulat igazgatója. 1860-ban a vaskoronarend lovagja lett.